# Apollonia Vitelli-Corleone
Apollonia Vitelli-Corleone (1931–1950) egy kitalált szereplő Mario Puzo A keresztapa című regényében és az abból készült filmben. A vásznon Simonetta Stefanelli alakítja.
|  | Alább a cselekmény részletei következnek! |

Apollonia akkor bukkan fel a történetben, amikor Michael Corleonénak a kettős gyilkosság miatt Szicíliába kell menekülnie. Rövid ismertség után összeházasodnak. Ezután nem sokkal merényletet kísérelnek meg Michael ellen, egy autóba rejtett pokolgéppel. Azonban nem őt, hanem Apolloniát ölik meg. Miután Michael visszatér az Egyesült Államokba, elveszi feleségül Kay Adamset, aki azonban mit sem sejt arról hogy ő már a második felesége.
A regényváltozatban Apollonia terhes volt, és Michael kegyetlenül bosszút állt a gyilkosokon.